# Sibilla di Gerusalemme
Sibilla d'Angiò, nota come Sibilla di Gerusalemme (Gerusalemme, 1160 – Acri, luglio 1190), figlia primogenita del re Amalrico I di Gerusalemme e di Agnese di Courtenay, dopo la morte del fratello Baldovino IV e del suo stesso figlio Baldovino V, fu incoronata regina di Gerusalemme e regnò dal 1186 fino alla sua morte.
Il suo regno fu caratterizzato da un aumento delle ostilità contro gli Ayyubidi, guidati dal sultano Saladino (Ṣalāḥ al-Dīn ibn Ayyūb), culminate nella Battaglia di Ḥaṭṭīn del luglio del 1187, che diede avvio all'assedio e tre mesi dopo alla sua caduta (2 ottobre 1187).

## Biografia

### Infanzia

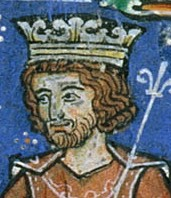
Il re Amalrico I di Gerusalemme in una miniatura del XIII secolo

Nei suoi primi anni di vita la principessa Sibilla fu affidata alle cure della prozia Ivetta di Betania, badessa del convento di San Lazzaro fondato nel 1138 dalla regina Melisenda, sorella di Ivetta. Qui Sibilla fu avviata allo studio delle Scritture e delle tradizioni della Chiesa cristiana.
Le prime manovre dinastiche per combinare un vantaggioso matrimonio per la principessa ancora bambina ebbero inizio nel 1169 in occasione di una missione diplomatica in Europa inviata dal re suo padre e guidata da Federico di la Roche, Arcivescovo di Tiro. Le nozze di Sibilla rappresentavano una questione politica di primaria importanza, visto che il principe Baldovino, secondogenito dei sovrani di Gerusalemme e fratellastro della principessa, era affetto da una malattia che successivamente sarà confermata come lebbra. Pretendente alla mano di Sibilla fu Stefano I di Sancerre, un giovane nobiluomo dalle ottime credenziali, che decise di raggiungere l'Oriente per concludere l'accordo con re Amalrico. Ma appena giunto a Gerusalemme, per ragioni sconosciute, l'uomo cambiò idea e se ne tornò in Francia.

### Regno di Baldovino IV

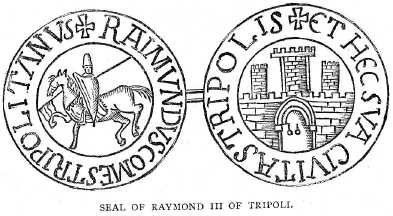
Disegno del sigillo di Raimondo III di Tripoli, alcuni dettagli sono sbagliati: la testa è in effetti di profilo in un elmo con nasale.

Nel 1174 Amalrico I morì e il tredicenne Baldovino fu incoronato re sotto la reggenza prima di Milone di Plancy, poi di Raimondo III di Tripoli. Con la collaborazione di quest'ultimo, nel 1176, il giovane sovrano combinò le nozze di Sibilla con il conte di Giaffa e Ascalona Guglielmo del Monferrato, detto Lungaspada, maggiore dei figli del marchese Guglielmo V e cugino di Luigi VII di Francia e di Federico Barbarossa. La principessa Sibilla fu investita ancor prima delle nozze del titolo di Contessa di Giaffa e Ascalona – già detenuto da sua madre Agnese – che venne così ad associarsi all'erede al trono.

### Nozze col Lungaspada e vedovanza

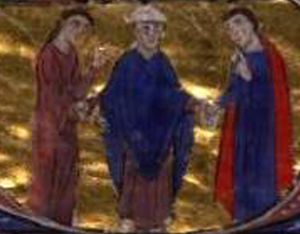
Miniatura raffigurante le nozze tra Sibilla e Guglielmo Spadalunga

Il matrimonio ebbe luogo nell'autunno di quell'anno, ma già nel giugno dell'anno successivo Guglielmo morì, forse di malaria, lasciando Sibilla vedova e in attesa di un figlio. Nato nel 1178, il figlio postumo di Lungaspada prese il nome di Baldovino, secondo la tradizione della dinastia regnante.
La principessa vedova continuò a rappresentare un capitale ambitissimo per schiere di nobili e avventurieri in cerca di promozione politica. Fra essi si fece avanti Filippo di Fiandra, cugino di primo grado di Sibilla, visto che la madre, Sibilla d'Angiò, era sorellastra del padre. Questi, giunto a Gerusalemme nel corso del 1177, chiese che la principessa fosse data in sposa non a lui, ma a un vassallo cui era affezionato. L'obiettivo della richiesta era chiaro: controllare direttamente il regno attraverso un matrimonio fittizio. L'Alta Corte di Gerusalemme, guidata da Baldovino di Ibelin, rigettò le proposte di Filippo, il quale, sentendosi offeso, lasciò Gerusalemme e si unì alle truppe di Antiochia.

### Versione di Ernoul
La mano di Sibilla restò libera da impegni matrimoniali fino al 1180. A questo proposito la narrativa popolare si è a lungo alimentata dei racconti contenuti in un testo del XIII secolo, scritto in volgare francese e attribuito in parte ad Ernoul, che spiegherebbe le dinamiche matrimoniali e sentimentali intercorse in questi tre anni di vedovanza.
Ernoul afferma che Sibilla era profondamente innamorata di Baldovino di Ibelin, vedovo e con il doppio dei suoi anni, ma il loro amore non poté essere coronato perché questi, nel 1179, cadde prigioniero di Saladino. Sibilla avrebbe scritto al suo amato numerose lettere, progettando di sposarlo appena fosse stato liberato. Saladino, da parte sua, chiese un pesante riscatto, che lo stesso Baldovino non era in grado di pagare, ma decise comunque di rilasciarlo con la promessa che il debito sarebbe saldato in un secondo tempo. Una volta libero, Baldovino giunse alla corte di Bisanzio, dove ricevette l'appoggio dell'imperatore Manuele, il quale a sua volta si era informato tramite la nipote Maria Comnena, regina madre di Gerusalemme, circa l'opportunità di una unione con Sibilla.

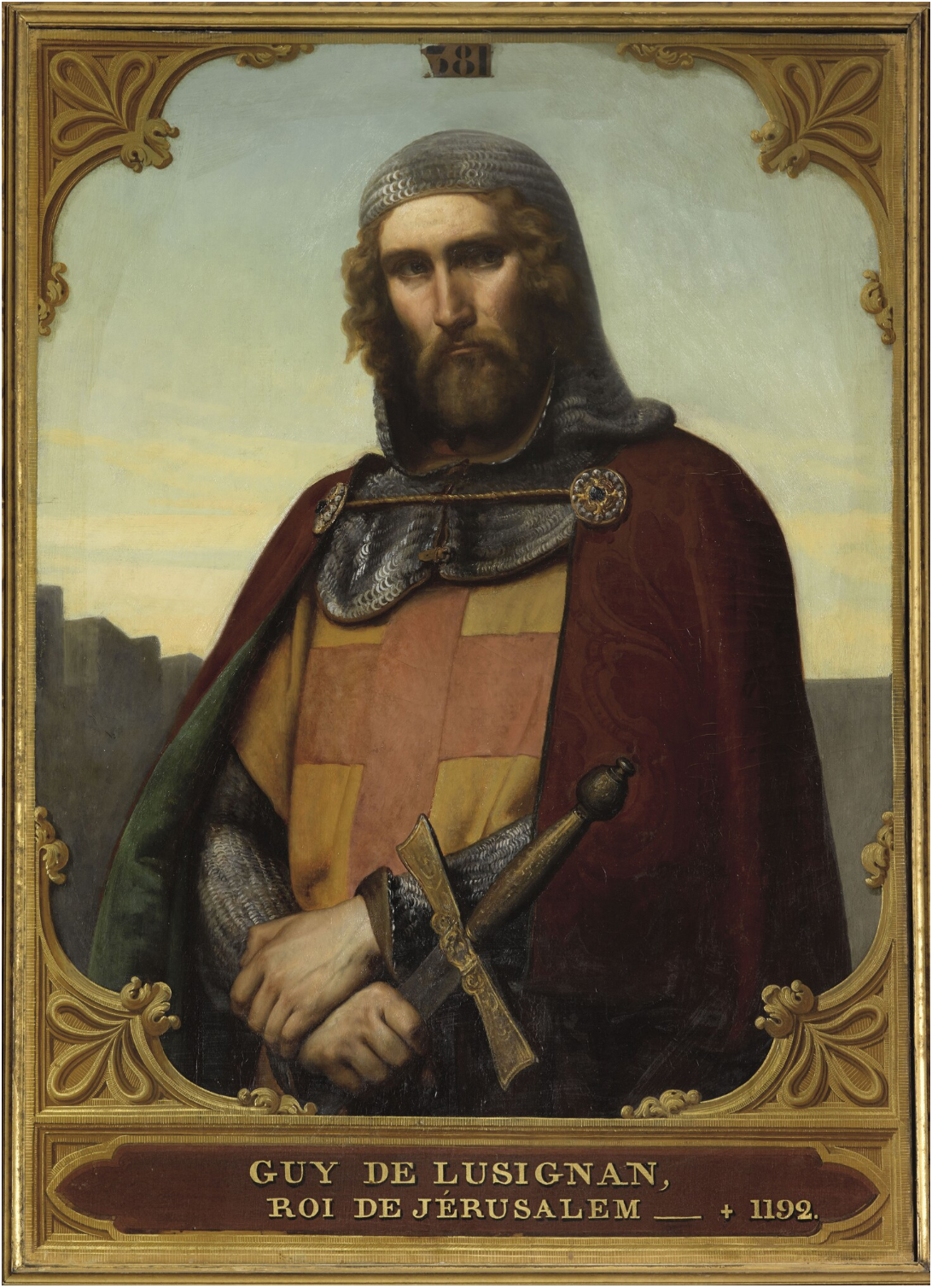
Ritratto del re Guido di Lusignano, olio su tela, di François-Édouard Picot, 1845 circa. Oggi questo dipinto è conservato nella Reggia di Versailles

A mandare all'aria tali disegni fu, secondo questa versione dei fatti, Agnese di Courtenay, che suggerì al re suo figlio di assicurare il matrimonio di Sibilla con un cavaliere francese giunto di recente in Terrasanta, il nobile Guido di Lusignano, fratello del suo connestabile Amalrico e, secondo Ernoul, suo amante. Agnese sperava di scongiurare eventuali colpi di mano dell'ex reggente Raimondo III di Tripoli maritando Sibilla alla fazione a lui rivale.
Assente Baldovino di Ibelin, ancora a Costantinopoli, e viste le crescenti pressioni per un celere matrimonio della possibile erede al trono, le trattative con Guido di Lusignano furono presto concluse e Sibilla – ritratta dall'autore come una donna volubile – indirizzò senza problemi i suoi sentimenti verso Guido, più giovane dell'altro pretendente. Un resoconto, questo, volto palesemente a favore degli Ibelin e di una visione romantica dei matrimoni politici.
Si tratta tuttavia di un racconto che non trova riscontro nelle cronache di Guglielmo di Tiro ed altri autori, che hanno raccontato fatti a loro contemporanei facendo meno ricorso alla fantasia.
Da segnalare, da ultimo, il fallimento di un piano per maritare Sibilla a Ugo III di Borgogna.

### Matrimonio con Guido di Lusignano

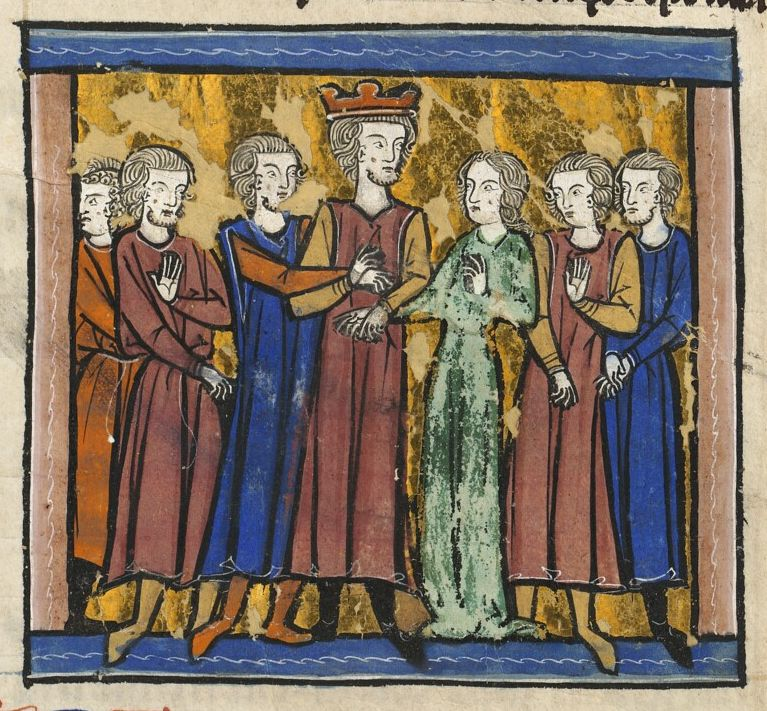
Miniatura del XIII secolo raffigurante il matrimonio tra Sibilla di Gerusalemme e Guido di Lusignano

Nella Pasqua del 1180 Sibilla e Guido si unirono in matrimonio, mandando all'aria i piani di Raimondo di Tripoli e Boemondo III d'Antiochia, che tentavano di imporre alla principessa un marito di loro scelta, probabilmente lo stesso Baldovino di Ibelin.
Ma a combinare le nozze era stato il re Baldovino IV in persona, che poteva sostenere la propria scelta con motivazioni politiche di primaria importanza: il regno necessitava di un legame forte con una dinastia straniera, sul quale poter far leva in caso di bisogno di aiuto militare dall'esterno. E da questo punto di vista, Guido era il candidato ideale in quanto vassallo del re Enrico II d'Inghilterra, il quale, oltre ad essere cugino di Sibilla, era anche in debito col papa per la promessa di un pellegrinaggio di penitenza in Terrasanta per l'assassinio di Thomas Becket.
Al momento del matrimonio di Sibilla e Guido, Baldovino di Ibelin si trovava a Gerusalemme e non fece ritorno a Costantinopoli prima della fine dell'anno – il che contraddice la versione di Ernoul. Sempre nel 1180 re Baldovino ridimensionò ulteriormente le ambizioni degli Ibelin fidanzando la sorellastra Isabella, di appena otto anni, a Umfredo IV di Toron, sottraendola così al controllo di sua madre e degli Ibelin e mettendola nelle mani della famiglia del fidanzato – ossia Rinaldo di Châtillon e sua moglie Stefania de Milly.
Sibilla diede a Guido due figlie, Alice e Maria, le cui date di nascita ci sono sconosciute. Dall'unione con la sorella del re, Guido ottenne anche il titolo di Conte di Giaffa e Ascalona.

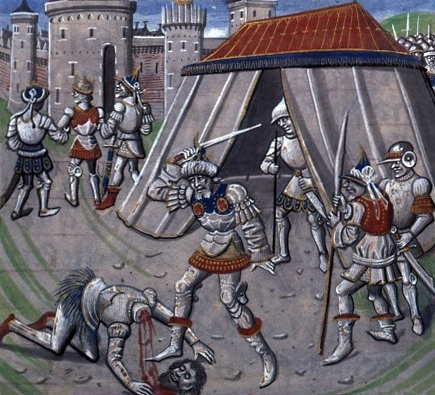
Morte di Rinaldo di Châtillon.
Guglielmo di Tiro, Historia
Miniatura del XV secolo.

In un primo tempo Baldovino IV investì Guido di ampi poteri, nominandolo suo reggente durante i periodi di infermità. Ma il rapporto di fiducia fra i due era destinato a vita breve: Guido, insieme a Rinaldo di Châtillon, lanciò ripetute provocazioni a Saladino, col quale il regno aveva concordato un periodo di tregua che rischiava di fallire. Inoltre, Baldovino sopportava con fastidio l'atteggiamento del suo reggente, troppo indulgente in merito alle aggressioni perpetrate da Rinaldo ai danni delle carovane mercantili attive fra l'Egitto e la Siria, che mettevano a rischio gli accordi fra Gerusalemme e gli Egiziani di Saladino. A spegnere definitivamente la fiducia del re verso il cognato contribuì il fallimento di alcune iniziative militari intraprese da Guido nei confronti dei musulmani, soprattutto le scarse doti belliche dimostrate in occasione dell'assedio di Kerak.
Fallito il tentativo di allontanare Guido, il re gli revocò l'incarico di reggente e insieme all'Alta Corte si risolse a modificare la linea di successione, ponendo il piccolo Baldovino in precedenza rispetto alla madre Sibilla e nominandolo, nel 1183, co-reggente col nome di Baldovino V. L'anno successivo il sovrano cercò anche di ottenere l'annullamento del matrimonio della sorella, il cui figlio rimaneva suo successore sotto la reggenza di Raimondo di Tripoli. Se Baldovino V fosse morto durante la minorità, i suoi "eredi di maggior diritto" gli sarebbero succeduti alla reggenza finché il re d'Inghilterra, suo parente per parte di madre, il re di Francia, suo parente per parte di padre, l'Imperatore e il papa non avessero scelto un successore fra Sibilla e Isabella. Sembra dunque che nonostante i demeriti del marito, Sibilla godesse ancora del favore del fratello.

### Baldovino V e successione

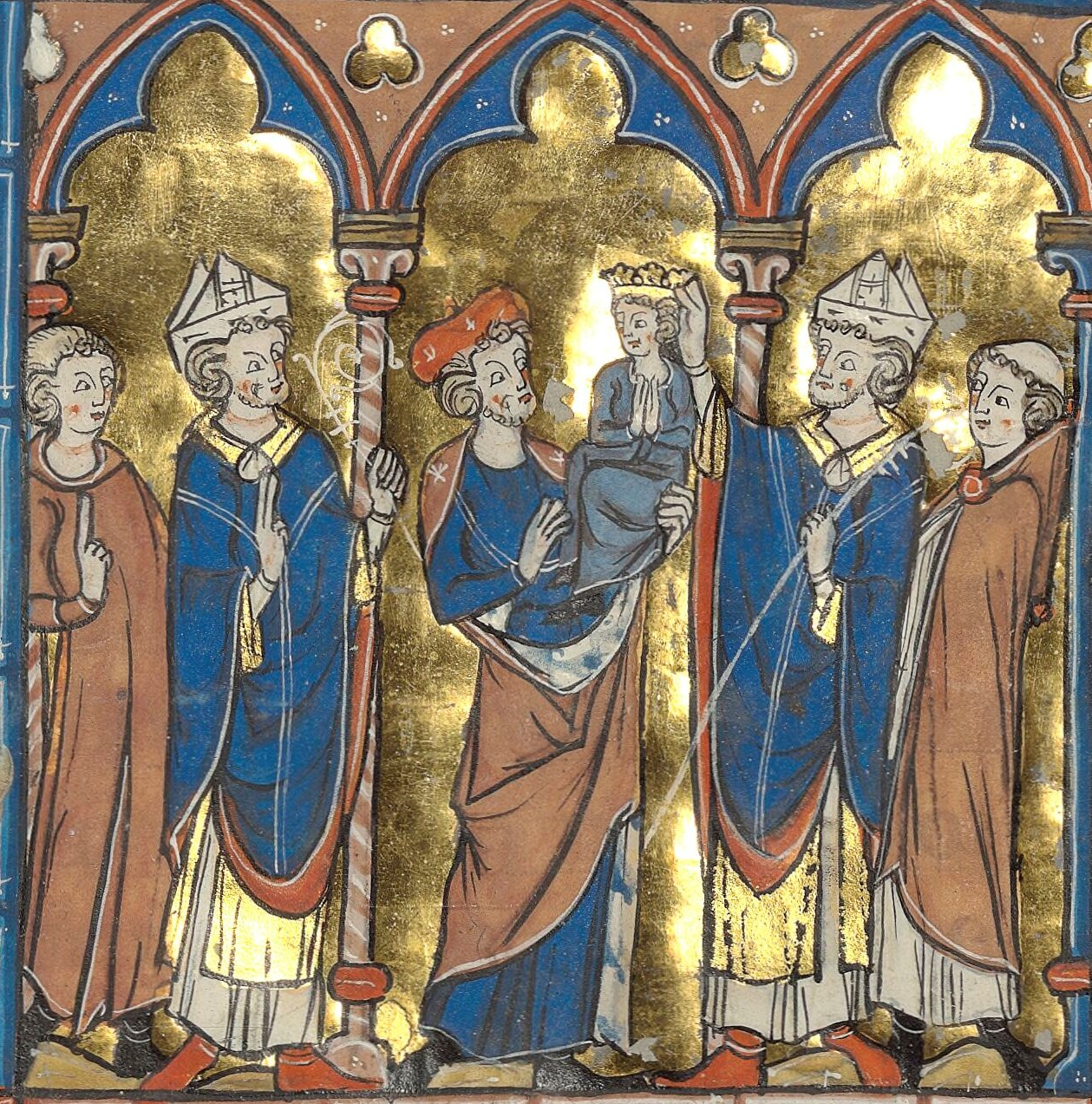
Baliano di Ibelin solleva Baldovino V al momento dell'incoronazione

Baldovino IV morì di lebbra nella primavera del 1185, lasciando sul trono il figlio di Sibilla sotto la reggenza di Raimondo e la tutela del prozio Joscelin III conte di Edessa.
Ma il giovane re, di salute cagionevole, morì a San Giovanni d'Acri nell'estate del 1186 all'età di appena otto anni. A quanto pare, né il partito di Sibilla né quello di Isabella erano disposti ad accettare le clausole del testamento di Baldovino IV, che prevedeva l'insediamento di un reggente in attesa delle decisioni dei familiari di Baldovino V in Inghilterra, Francia e Germania.

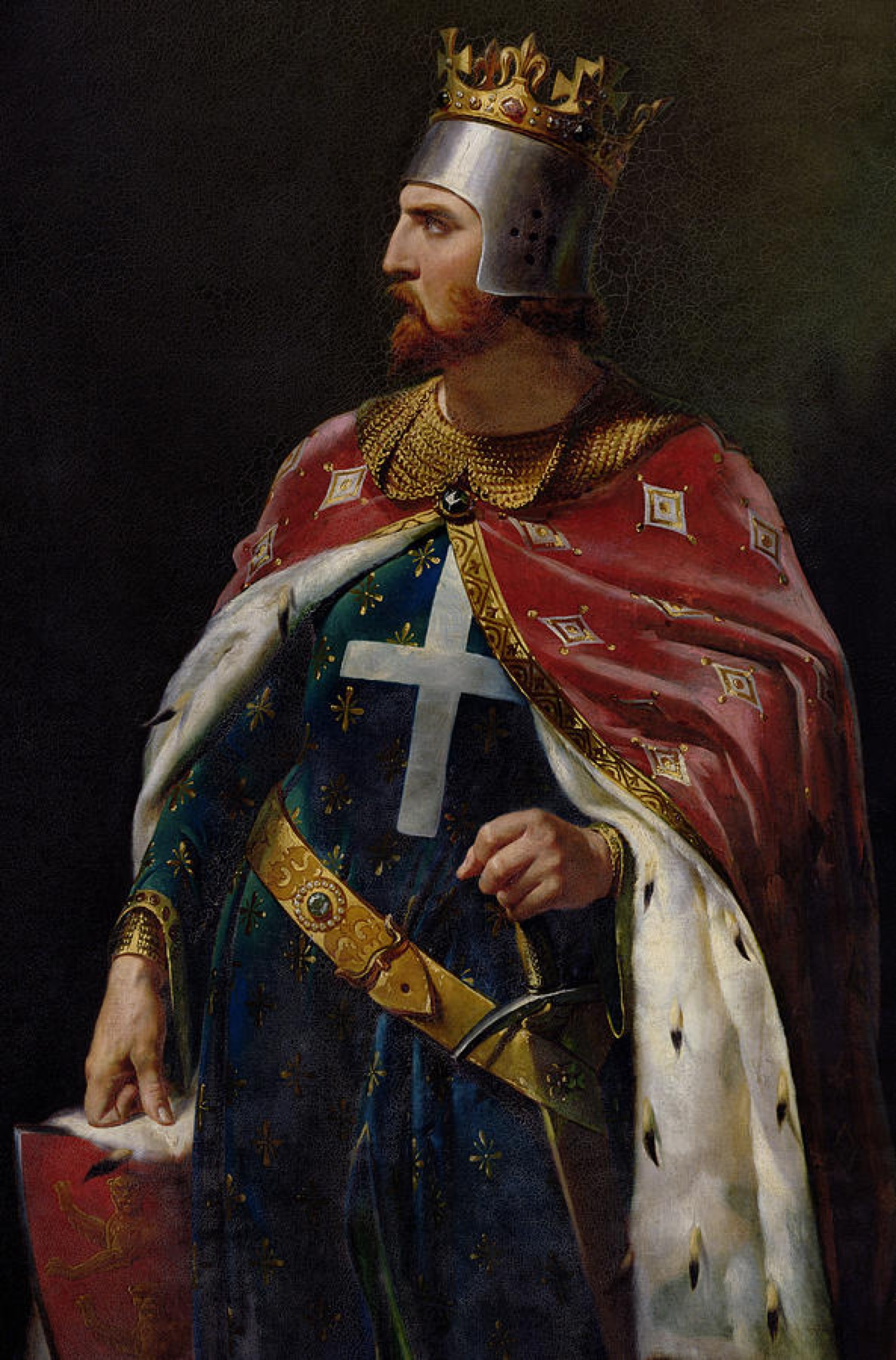
Riccardo I d'Inghilterra, in un ritratto 1841 realizzato da Merry-Joseph Blondel.

Joscelin e il marchese Guglielmo V del Monferrato scortarono il feretro del sovrano fino a Gerusalemme. Qui furono officiati i funerali, ai quali presenziò anche Sibilla su pressioni di Joscelin, mentre l'intera città fu presidiata da contingenti armati per ragioni di sicurezza. Raimondo III, intenzionato a conservare la propria influenza sul trono e a proteggere i suoi alleati politici - la Regina Madre Maria Comnena e gli Ibelin - si recò a Nablus, sede di Baliano e Maria, dove convocò quei membri dell'Alta Corte che sostenevano la causa della principessa Isabella.
Nel frattempo, Sibilla fu incoronata regina dal patriarca Eraclio. A dare un significativo contributo alla sua causa fu principalmente Rinaldo di Châtillon, il quale affermò che la principessa era li plus apareissanz et plus dreis heis dou roiaume ("la più evidente e legittima erede del regno"). I detrattori di Sibilla riproposero la tesi sull'illegittimità della sua nascita e appoggiarono l'incoronazione della rivale Isabella. Ma già nel 1163 la Chiesa Latina di Gerusalemme si era pronunciata in merito, affermando che Sibilla era legittima erede alla successione di suo padre. Le sue pretese al trono trovarono dunque riscontro quando l'Alta Corte si risolse a riconoscerla come regina. La posizione della principessa fu ulteriormente rafforzata quando il marito di Isabella, Umfredo IV di Toron, figliastro di Rinaldo di Châtillon, lasciò Nablus per giurare fedeltà alla nuova regina.
L'incoronazione di Sibilla, consacrata unica regina, fu possibile grazie anche a un accordo preventivo con i membri rivali dell'Alta Corte, che chiedevano in cambio l'annullamento del suo matrimonio col Lusignano e il diritto di scegliere essi stessi il futuro marito. Sibilla accettò ed ebbe accesso al trono, ma appena incoronata annunciò di avere già scelto il suo sposo e che questi era Guido di Lusingano. Con grande stupore dei presenti, la regina lo incoronò re di Gerusalemme.
In merito ai diritti al regno della regina Sibilla, Bernard Hamilton scrisse che:

### Regno di Sibilla

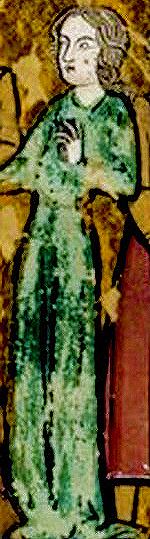
Miniatura del XIII secolo raffigurante la regina Sibilla

Sibilla aveva dunque dimostrato grande astuzia e abilità politica nei negoziati con gli esponenti della fazione rivale. La grande nobiltà del regno crociato fu spaccata in due: la regina ottenne l'appoggio dei parenti di sua madre, la famiglia Courtenay (ex dinastia comitale di Edessa) e dei loro alleati e vassalli, mentre contro di lei si levarono i nobili capeggiati da Raimondo di Tripoli, che reclamava per sé il trono, la famiglia Ibelin e la Regina Madre, che da Nablus continuava a perorare la causa di Isabella.

#### Caduta di Gerusalemme

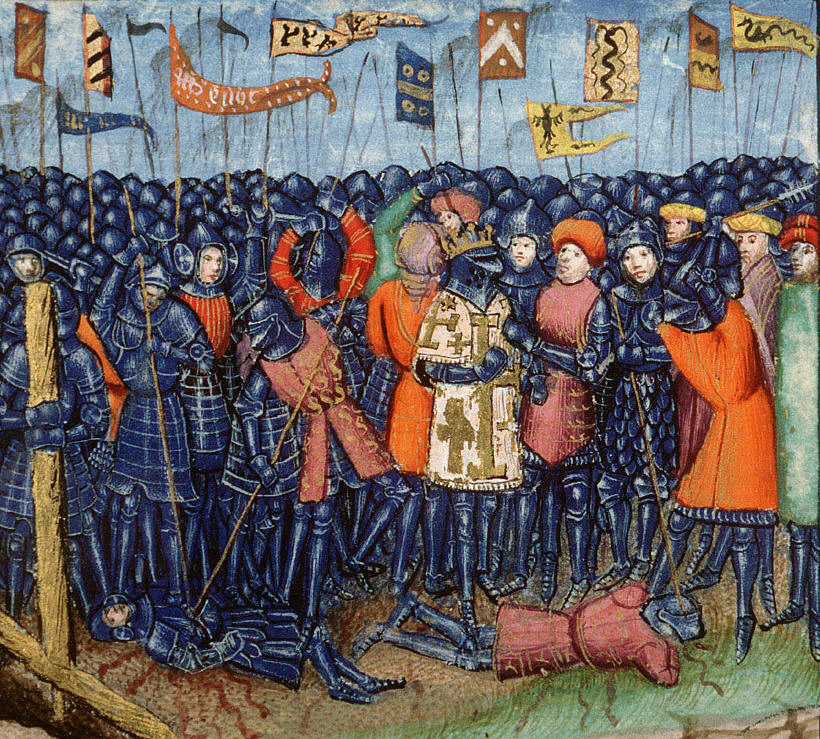
Guido di Lusignano e i suoi uomini nella Battaglia di Hattin

Principale preoccupazione della regina Sibilla fu quella di tenere subito sotto controllo l'avanzata della armate del Saladino entro i confini del regno. Guido e Raimondo furono spediti al fronte a capo delle intere forze armate cristiane, ma la loro incapacità a cooperare fu fatale: il 4 luglio 1187 il Saladino li sconfisse nella cruciale battaglia di Hattin e fece prigioniero, fra gli altri, lo stesso Guido. Mentre gli eserciti musulmani avanzavano, Maria Comnena raggiunse la figliastra Sibilla a Gerusalemme. Nel settembre di quello stesso anno il Saladino diede avvio all'assedio della Città Santa, la cui difesa fu gestita dal patriarca Eraclio e da Baliano di Ibelin, sopravvissuti ad Hattin. Notizie contrastanti si hanno sull'apporto di Sibilla, che pur aveva convinto Baliano a sciogliere la promessa fatta a Saladino di uscire dal conflitto in cambio di un lasciapassare per ricongiungersi alla famiglia. Il 2 ottobre Gerusalemme capitolò e a Sibilla fu permesso di fuggire e riparare a Tripoli insieme alle figlie Alice e Maria.
Guido fu rilasciato dalla sua prigionia di Damasco nel 1188. Il Saladino aveva intuito che il suo ritorno avrebbe causato disordine fra le schiere dei crociati e che Guido era meno abile come leader di altri che al momento guidavano gli eserciti cristiani. La regina poté incontrarlo solo nel 1189, quando i crociati marciarono verso Tiro, l'unica città del regno ad essere rimasta sotto il loro controllo. A guidarne le difese fu Corrado del Monferrato, fratello del primo marito di Sibilla, il quale negò alle truppe crociate l'ingresso in città, rifiutandosi di riconoscere le pretese di Guido al comando di ciò che restava del regno cristiano e sostenendo se stesso quale reggente dello Stato fino all'arrivo dei re crociati dall'Europa – così come prescritto dal testamento di Baldovino IV.

### Morte e successione
Dopo circa un mese trascorso fuori le mura della città, Guido si pose a capo di un'avanguardia della terza crociata diretta contro San Giovanni d'Acri, già nelle mani dei musulmani, con l'obiettivo di riconquistarla e farne la sede della corte regia. La regina lo seguì e fu al suo fianco durante il lungo assedio della città.
Qui, durante una fase di stallo delle operazioni belliche fra luglio e agosto – probabilmente il 25 luglio 1190 – Sibilla morì, colpita da un'epidemia che andava diffondendosi nel campo militare. Pochi giorni dopo morirono anche le sue due figlie. San Giovanni d'Acri fu riconquistata solo nel luglio del 1191, grazie soprattutto ai rinforzi portati da Filippo l'Augusto e Riccardo Cuor di Leone.
Berndard Hamilton ha scritto che:
e che la fine precoce del suo regno è da attribuirsi unicamente alla conquista del Saladino. A succederle sul trono di Gerusalemme fu la sorellastra Isabella, che fu però costretta a sciogliere il proprio matrimonio con Unfredo di Toron e a sposare Corrado del Monferrato. Guido, da parte sua, si rifiutò di deporre la corona fino al 1192.

## Riferimenti nella cultura di massa
La figura di Sibilla di Gerusalemme è apparsa in diversi romanzi, quali Król trędowaty ("Il Re Lebbroso") di Zofia Kossak Szczucka, The Knights of Dark Renown ("I Cavalieri dalla Fama Oscura"), di Graham Shelby, e Jerusalem ("Gerusalemme"), di Cecelia Holland.
Kossak e Shelby ne fanno un ritratto spietato, dipingendola come una donna bellissima ma senza cervello, dotata solo di una naturale inclinazione all'intrigo. La Holland ne fa invece l'eroina del suo romanzo, soprassedendo però sulla sua nota devozione nei confronti di Guido e rendendola protagonista di una tormentata storia d'amore con un Cavaliere templare.
Molto romanzata e palesemente non corrispondente alla realtà storica anche la versione che ne offre il film Le crociate - Kingdom of Heaven (uscito nel 2005) nell'interpretazione di Eva Green: Sibilla è ritratta come una sposa infelice che cerca consolazione fra le braccia di Baliano di Ibelin (interpretato da Orlando Bloom), personaggio, quest'ultimo, ancor più fantasioso di quello della regina.

## Ascendenza
|                           |                      |                                          | Genitori               |  |  | Nonni |  |  | Bisnonni         |  |  | Trisnonni               |  |
|                           |                      |                                          |                        |  |  |       |  |  | Folco IV d'Angiò |  |  | Goffredo II di Gâtinais |  |
|                           |                      |                                          |                        |  |  |       |  |  | Folco IV d'Angiò |  |  | Goffredo II di Gâtinais |  |
|                           |                      | Ermengarde d'Angiò, duchessa di Borgogna |                        |  |  |       |  |  | Folco IV d'Angiò |  |  |                         |  |
| Folco V d'Angiò           |                      |                                          |                        |  |  |       |  |  | Folco IV d'Angiò |  |  |                         |  |
|                           |                      | Bertrada di Montfort                     | Simon I di Montfort    |  |  |       |  |  |                  |  |  |                         |  |
|                           |                      | Bertrada di Montfort                     | Simon I di Montfort    |  |  |       |  |  |                  |  |  |                         |  |
|                           |                      | Bertrada di Montfort                     | Agnese d'Évreux        |  |  |       |  |  |                  |  |  |                         |  |
| Amalrico I di Gerusalemme |                      | Bertrada di Montfort                     |                        |  |  |       |  |  |                  |  |  |                         |  |
|                           |                      | Baldovino II di Gerusalemme              | Ugo I di Rethel        |  |  |       |  |  |                  |  |  |                         |  |
|                           |                      | Baldovino II di Gerusalemme              | Ugo I di Rethel        |  |  |       |  |  |                  |  |  |                         |  |
|                           |                      | Baldovino II di Gerusalemme              | Melisende di Montlhéry |  |  |       |  |  |                  |  |  |                         |  |
| Melisenda di Gerusalemme  |                      | Baldovino II di Gerusalemme              |                        |  |  |       |  |  |                  |  |  |                         |  |
|                           |                      | Morfia di Melitene                       | Gabriele di Melitene   |  |  |       |  |  |                  |  |  |                         |  |
|                           |                      | Morfia di Melitene                       | Gabriele di Melitene   |  |  |       |  |  |                  |  |  |                         |  |
|                           |                      | Morfia di Melitene                       | …                      |  |  |       |  |  |                  |  |  |                         |  |
| Sibilla di Gerusalemme    |                      | Morfia di Melitene                       |                        |  |  |       |  |  |                  |  |  |                         |  |
|                           | Joscelin I di Edessa | Joscelin di Courtenay                    |                        |  |  |       |  |  |                  |  |  |                         |  |
|                           | Joscelin I di Edessa | Joscelin di Courtenay                    |                        |  |  |       |  |  |                  |  |  |                         |  |
|                           | Joscelin I di Edessa | Isabella di Montlhery                    |                        |  |  |       |  |  |                  |  |  |                         |  |
| Joscelin II di Edessa     | Joscelin I di Edessa |                                          |                        |  |  |       |  |  |                  |  |  |                         |  |
|                           |                      | Beatrice d'Armenia                       | Costantino I d'Armenia |  |  |       |  |  |                  |  |  |                         |  |
|                           |                      | Beatrice d'Armenia                       | Costantino I d'Armenia |  |  |       |  |  |                  |  |  |                         |  |
|                           |                      | Beatrice d'Armenia                       | …                      |  |  |       |  |  |                  |  |  |                         |  |
| Agnese di Courtenay       |                      | Beatrice d'Armenia                       |                        |  |  |       |  |  |                  |  |  |                         |  |
|                           |                      | …                                        | …                      |  |  |       |  |  |                  |  |  |                         |  |
|                           |                      | …                                        | …                      |  |  |       |  |  |                  |  |  |                         |  |
|                           |                      | …                                        | …                      |  |  |       |  |  |                  |  |  |                         |  |
| Beatrice di Saona         |                      | …                                        |                        |  |  |       |  |  |                  |  |  |                         |  |
|                           |                      | …                                        | …                      |  |  |       |  |  |                  |  |  |                         |  |
|                           |                      | …                                        | …                      |  |  |       |  |  |                  |  |  |                         |  |
|                           |                      | …                                        | …                      |  |  |       |  |  |                  |  |  |                         |  |
|                           |                      | …                                        |                        |  |  |       |  |  |                  |  |  |                         |  |